# Handball-Weltmeisterschaft der Frauen 1993
Die 11. Handball-Weltmeisterschaft der Frauen wurde vom 24. November bis zum 5. Dezember 1993 in Norwegen ausgetragen. Insgesamt traten 16 Mannschaften zunächst in vier Gruppen in einer Vorrunde gegeneinander an. Danach folgte die Hauptrunde mit je sechs Mannschaften in zwei Gruppen sowie die Runde der Gruppenletzten um die Plätze 13 bis 16. Zum Abschluss wurden die Platzierungsspiele um die Plätze 3 bis 12 und das Finale ausgetragen. Weltmeister 1993 wurde Deutschland nach einem 22:21-Sieg nach Verlängerung im Finale gegen Dänemark.

## Spielplan

### Vorrunde
Die ersten drei Mannschaften jeder Gruppe qualifizierten sich für die Hauptrunde.

#### Gruppe A
| Rang | Land     | Tore  | Punkte |
| ---- | -------- | ----- | ------ |
| 1    | Norwegen | 61:47 | 6:0    |
| 2    | Ungarn   | 62:56 | 3:3    |
| 3    | Polen    | 61:67 | 3:3    |
| 4    | Spanien  | 48:62 | 0:6    |

|  | Polen    | – Spanien  | 20:19 (09:10) |
|  | Norwegen | – Ungarn   | 18:15 (06:09) |
|  | Ungarn   | – Polen    | 25:25 (13:12) |
|  | Spanien  | – Norwegen | 16:20 (06:12) |
|  | Norwegen | – Polen    | 23:16 (12:08) |
|  | Ungarn   | – Spanien  | 22:13 (09:09) |

#### Gruppe B
| Rang | Land     | Tore  | Punkte |
| ---- | -------- | ----- | ------ |
| 1    | Dänemark | 78:69 | 6:0    |
| 2    | Russland | 75:68 | 4:2    |
| 3    | Südkorea | 76:81 | 2:4    |
| 4    | Litauen  | 66:77 | 0:6    |

|  | Dänemark | – Litauen  | 25:23 (13:12) |
|  | Russland | – Südkorea | 28:25 (14:12) |
|  | Litauen  | – Russland | 19:26 (11:13) |
|  | Südkorea | – Dänemark | 25:29 (13:15) |
|  | Südkorea | – Litauen  | 26:24 (17:11) |
|  | Russland | – Dänemark | 21:24 (10:12) |

#### Gruppe C
| Rang | Land        | Tore  | Punkte |
| ---- | ----------- | ----- | ------ |
| 1    | Schweden    | 61:53 | 4:2    |
| 2    | Rumänien    | 67:57 | 4:2    |
| 3    | Deutschland | 68:47 | 4:2    |
| 4    | Angola      | 43:82 | 0:6    |

|  | Rumänien    | – Angola      | 26:16 (10:06) |
|  | Deutschland | – Schweden    | 17:15 (07:08) |
|  | Schweden    | – Rumänien    | 20:17 (11:12) |
|  | Angola      | – Deutschland | 08:30 (03:17) |
|  | Deutschland | – Rumänien    | 21:24 (09:11) |
|  | Schweden    | – Angola      | 26:19 (14:08) |

#### Gruppe D
| Rang | Land                | Tore  | Punkte |
| ---- | ------------------- | ----- | ------ |
| 1    | Tschechien          | 65:53 | 6:0    |
| 2    | Österreich          | 63:48 | 4:2    |
| 3    | Vereinigte Staaten  | 58:76 | 2:4    |
| 4    | Volksrepublik China | 67:76 | 0:6    |

|  | China      | – USA        | 26:27 (17:13) |
|  | Österreich | – Tschechien | 13:16 (06:07) |
|  | USA        | – Österreich | 11:27 (03:13) |
|  | Tschechien | – China      | 26:20 (13:10) |
|  | Österreich | – China      | 23:21 (14:11) |
|  | Tschechien | – USA        | 23:20 (10:09) |

### Hauptrunde
Spiele gegen Gegner aus der Vorrunde wurden nicht erneut ausgetragen. Die Ergebnisse wurden aus der Vorrunde in die Hauptrunde übernommen.

#### Gruppe I
| Rang | Land     | Tore    | Punkte |
| ---- | -------- | ------- | ------ |
| 1    | Dänemark | 143:122 | 8:2    |
| 2    | Norwegen | 104:091 | 8:2    |
| 3    | Russland | 113:109 | 5:5    |
| 4    | Ungarn   | 120:135 | 4:6    |
| 5    | Polen    | 117:136 | 3:7    |
| 6    | Südkorea | 136:140 | 2:8    |

|  | Norwegen | – Südkorea | 21:18 (08:11)  |
|  | Ungarn   | – Russland | 24:24 (12:13)  |
|  | Polen    | – Dänemark | 25:30 (13:17)  |
|  | Russland | – Norwegen | 19:14 (09:08)  |
|  | Südkorea | – Polen    | 37:29 (18:14)  |
|  | Dänemark | – Ungarn   | 37:23 (21 :11) |
|  | Norwegen | – Dänemark | 28:23 (13:09)  |
|  | Polen    | – Russland | 22:21 (09:08)  |
|  | Ungarn   | – Südkorea | 33:31 (13:15)  |

#### Gruppe II
| Rang | Land        | Tore    | Punkte |
| ---- | ----------- | ------- | ------ |
| 1    | Deutschland | 109:082 | 8:2    |
| 2    | Rumänien    | 111:093 | 6:4    |
| 3    | Schweden    | 095:080 | 6:4    |
| 4    | Österreich  | 083:078 | 6:4    |
| 5    | Tschechien  | 099:099 | 4:6    |
| 6    | USA         | 069:134 | 0:10   |

|  | Rumänien    | – Österreich  | 15:16 (09:09) |
|  | Schweden    | – USA         | 30:11 (17:03) |
|  | Deutschland | – Tschechien  | 22:21 (13:10) |
|  | USA         | – Deutschland | 12:24 (05:13) |
|  | Tschechien  | – Rumänien    | 21:25 (11:10) |
|  | Österreich  | – Schweden    | 17:11 (09:04) |
|  | Deutschland | – Österreich  | 25:10 (09:04) |
|  | Rumänien    | – USA         | 30:15 (17:05) |
|  | Schweden    | – Tschechien  | 19:18 (10:08) |

### Platzierungsrunde

#### Spiele um die Plätze 13–16
| Rang | Land                | Tore  | Punkte |
| ---- | ------------------- | ----- | ------ |
| 13   | Litauen             | 88:59 | 6:0    |
| 14   | Volksrepublik China | 92:84 | 4:2    |
| 15   | Spanien             | 64:79 | 2:4    |
| 16   | Angola              | 60:82 | 0:6    |

|  | Spanien | – Angola  | 21:15 (08:08) |
|  | Angola  | – Litauen | 19:26 (09:12) |
|  | Litauen | – China   | 34:21 (18:09) |
|  | Spanien | – Litauen | 19:28 (07:14) |
|  | China   | – Spanien | 36:24 (17:11) |
|  | Angola  | – China   | 26:35 (15:17) |

#### Finalspiele
Die beiden Ersten der Hauptrunde spielten das Finale aus, die beiden Zweiten das Spiel um Platz 3.

##### Spiel um Platz 11
|  | Vereinigte Staaten | – Südkorea | 21:29 (09:16) |

##### Spiel um Platz 9
|  | Polen | – Tschechien | 17:22 (10:10) |

##### Spiel um Platz 7
|  | Österreich | – Ungarn | 09:16 (03:07) |

##### Spiel um Platz 5
|  | Russland | – Schweden | 25:19 (13:12) |

##### Spiel um Platz 3
|  | Rumänien | – Norwegen | 19:20 (09:11) |

##### Finale
|  | Dänemark | – Deutschland | 21:22 n. V. (17:17, 8:8) |

## Platzierungen
| Rang | Land                |
| ---- | ------------------- |
| 1    | Deutschland         |
| 2    | Dänemark            |
| 3    | Norwegen            |
| 4    | Rumänien            |
| 5    | Russland            |
| 6    | Schweden            |
| 7    | Ungarn              |
| 8    | Österreich          |
| 9    | Tschechien          |
| 10   | Polen               |
| 11   | Südkorea            |
| 12   | USA                 |
| 13   | Litauen             |
| 14   | Volksrepublik China |
| 15   | Spanien             |
| 16   | Angola              |

## Torschützenliste
| Rang | Name                  | Tore |
| ---- | --------------------- | ---- |
| 1    | Hong Jeong-ho         | 58   |
| 2    | Natalja Morskowa      | 50   |
| 3    | Zuzana Prekopová      | 44   |
| 4    | Mirrella Mierzejewska | 41   |
| 5    | Anja Andersen         | 40   |

## Die Weltmeistermannschaft 1993: Deutschland
Sabine Adamik, Heike Axmann, Andrea Bölk, Eike Bram, Carola Ciszewski, Cordula David, Michaela Erler, Sybille Gruner, Karen Heinrich, Franziska Heinz, Heike Murrweiss, Gabriele Palme, Michaela Schanze, Bianca Urbanke, Birgit Wagner und Renata Zienkiewicz
Trainer: Lothar Doering